# Helen Boughton-Leigh
Helen Boughton-Leigh (ur. 15 stycznia 1906 w Cleveland, zm. 28 grudnia 1999 w Palm Springs) – amerykańska narciarka alpejska reprezentująca także Wielką Brytanię, wicemistrzyni świata. 
Na początku lat 30 XX wieku wyszła za mąż za Brytyjczyka i od tego czasu reprezentowała barwy Wielkiej Brytanii. Po rozwodzie w 1934 r. reprezentowała USA. Wzięła udział w mistrzostwach świata w Cortinie d'Ampezzo w 1932 roku, które były drugą edycją tej imprezy. Zajęła tam ósme 23. miejsce w zjeździe, 7. w slalomie oraz 12. w kombinacji. Na rozgrywanych rok później mistrzostwach świata w Innsbrucku wywalczyła srebrny medal w slalomie. Rozdzieliła tam na podium Austriaczkę Inge Wersin-Lantschner i Helen Zingg ze Szwajcarii. Na tej samej imprezie była też czwarta w kombinacji, przegrywając walkę o medal z Brytyjką Jeanette Kessler. Startowała jeszcze na trzech imprezach tego cyklu, zajmując między innymi siódme miejsce w kombinacji podczas mistrzostw świata w Mürren w 1935 roku.
Brała udział w igrzyskach olimpijskich w Garmisch-Partenkirchen w 1936 roku, gdzie rywalizację w kombinacji ukończyła na 21. miejscu.

## Osiągnięcia

### Igrzyska olimpijskie
| Miejsce | Dzień    | Rok  | Miejscowość            | Konkurencja | Czas biegu | Strata     | Zwyciężczyni  |
| ------- | -------- | ---- | ---------------------- | ----------- | ---------- | ---------- | ------------- |
| 21.     | 8 lutego | 1936 | Garmisch-Partenkirchen | Kombinacja  | 97,06 pkt  | -29,60 pkt | Christl Cranz |

### Mistrzostwa świata
| Miejsce | Dzień     | Rok  | Miejscowość       | Konkurencja | Wynik       | Strata      | Zwyciężczyni           |
| ------- | --------- | ---- | ----------------- | ----------- | ----------- | ----------- | ---------------------- |
| 23.     | 4 lutego  | 1932 | Cortina d’Ampezzo | Zjazd       | 7:13,8      | +2:28,4     | Paula Wiesinger        |
| 7.      | 5 lutego  | 1932 | Cortina d’Ampezzo | Slalom      | 2:02,9      | +18,2       | Rösli Streiff          |
| 12.     | 5 lutego  | 1932 | Cortina d’Ampezzo | Kombinacja  | 94,588 pkt  | -13,808 pkt | Rösli Streiff          |
| 8.      | 8 lutego  | 1933 | Innsbruck         | Zjazd       | 6:49,4      | +1:37,0     | Inge Wersin-Lantschner |
| 2.      | 10 lutego | 1933 | Innsbruck         | Slalom      | 2:10,4      | +7,7        | Inge Wersin-Lantschner |
| 4.      | 10 lutego | 1933 | Innsbruck         | Kombinacja  | 100,000 pkt | -22,460 pkt | Inge Wersin-Lantschner |
| 23.     | 15 lutego | 1934 | Sankt Moritz      | Zjazd       | 5:38,0      | +3:54,2     | Anny Rüegg             |
| 12.     | 22 lutego | 1935 | Mürren            | Slalom      | 2:23,2      | +26,4       | Anny Rüegg             |
| 10.     | 23 lutego | 1935 | Mürren            | Zjazd       | 3:27,2      | +28,6       | Christl Cranz          |
| 7.      | 23 lutego | 1935 | Mürren            | Kombinacja  | 99,21 pkt   | –13,07 pkt  | Christl Cranz          |
| 22.     | 21 lutego | 1936 | Innsbruck         | Zjazd       | 4:45,0      | +2:28,4     | Evelyn Pinching        |
| 21.     | 24 lutego | 1936 | Innsbruck         | Slalom      | 2:17,1      | +47,3       | Gerda Paumgarten       |
| 21.     | 24 lutego | 1936 | Innsbruck         | Kombinacja  | 465,6 pkt   | +92,5 pkt   | Evelyn Pinching        |